# 1864 na música

## Nascimentos
| Data        | Nome               | Profissão  | Nacionalidade | Observações | Ref |
| ----------- | ------------------ | ---------- | ------------- | ----------- | --- |
| 11 de Junho | Richard Strauss    | compositor | Alemanha      | m. 1949     |     |
| 6 de Julho  | Alberto Nepomuceno | compositor | Brasil        | m. 1920     |     |

## Mortes
| Data          | Nome              | Profissão  | Nacionalidade  | Observações | Ref |
| ------------- | ----------------- | ---------- | -------------- | ----------- | --- |
| 13 de Janeiro | Stephen Foster    | compositor | Estados Unidos | n. 1826     |     |
| ?             | Giacomo Meyerbeer | compositor | Alemanha       | n. 1791     |     |